# Мельників Ростислав Володимирович
Ростислав Володимирович Мельників (справжнє прізвище: Мельников; *28 липня 1973, с. Подорожнє Світловодського району Кіровоградської області) — український поет, літературознавець, критик, редактор, кандидат філологічних наук (1998), доцент (2002). Член Національної спілки журналістів України (1996), Асоціації українських письменників (1997) та Національної спілки письменників України (1998).

## Біографічні відомості
Дитинство й шкільні роки минули на Осколі в слободі Дворічна Харківської області. Закінчив історико-філологічне відділення факультету української мови та літератури Харківського національного педагогічного університету імені Г.Сковороди (1995), а також аспірантуру при кафедрі української літератури цього ж вишу (1998). Працював науковим співробітником у Харківському літературному музеї (1994—1995), учителем історії в Харківській спеціалізованій музичній школі-інтернаті (1994—1995), редактором радіомовлення в Харківській обласній телерадіокомпанії (02.01.1995-31.12.1999), заступником головного редактора журналу «Книжковий клуб +» (Київ, 01.12.2002-30.05.2005). З 1998 року і до сьогодні — доцент кафедри української та світової літератури ХНПУ ім. Г. С. Сковороди. Одружений, має двох доньок. Живе і працює в Харкові.

## Художня творчість
Автор поетичних збірок «Полювання на Оленя», «Подорож Рівноденням», «Поїзди Моєї Республіки».
Один із засновників літературного угруповання «Червона фіра», учасник низки антологій сучасної української літератури (Молоде вино. Антологія поезії. — К.: Смолоскип, 1994; Іменник. Антологія дев'яностих. — К.: Смолоскип, 1997; Дев'ятдесятники. Антологія нової української поезії. — Тернопіль, 1998; Протизначення. Двомовна антологія молодої української поезії. — Львів: Кальварія, 2001; Антологія альтернативної української поезії 80-х — 90-х років. — Х.: Майдан, 2001), Kerben der Zeit. Ukrainische Lyrik der Gegenwart (Brodina, 2003), а також реґіональних і міжнародних проектів (Два міста. Zwei Städte. Антологія харківської та нюрнберзької поезії. — Х.: Майдан, 2000; Слобожанська муза. Антологія любовної лірики Слобожанщини XVIII — ХХ ст. — Х.: Майдан, 2000; Время «Ч». Стихи о Чечне и не только. — М.: Новое литературное обозрение, 2001; Сьоме око. Антологія поезії та прози вихованців Сковородинського університету. — Х.: Майдан, 2003; Ветер с Украины. Украинская поэзия XVIII—XX столетий. — Х.: Майдан, Слобожанщина, 2004; 10 EUROpäer. Deutsch-ukrainische Gedichteanthologie // http://www.netzbibliothek.org/ [Архівовано 18 березня 2010 у Wayback Machine.] (2004); Über Zeit und Raum. Понад час і простір. Антологія сучасної української і німецької поезії. — Х.: Майдан, 2006; Слобожанська яса. Антологія громадянської лірики кінця XVII — початку XXI століть. — Х. Майдан, 2006, Готелі Харкова. Антологія нової харківської літератури. — Х.: Фоліо, 2008), «Літургія кохання. Антологія української любовної лірики кінця XIX — XXI століття» — Тернопіль: Богдан, 2008, Pasoš. Savremena ukrajinska poezija. — Sarajevske sveske, 2008, Вертроград. Українське поетичне тисячоліття. — Тернопіль: Богдан, 2009, Українські літературні школи та групи 60-90-х рр. ХХ ст. — Львів: Піраміда, 2009, Made in Ukraine. 9 poeti ucraini d'oggi. — Pesaro: Thauma Edizioni, 2013.
Поезія перекладалася англійською, німецькою, італійською, російською, польською, чеською, боснійською, словенською мовами.
Творчий доробок потрактовується як: «синестезійний неокосмізм» /Критика. — 2001. — № 3/, «міфологічний неомодернізм» /Андрій Кокотюха («Полювання на Оленя»)/, лірика «авангардової тональності» з ознаками символізму та імпресіонізму, якій притаманні «образність, постійна гра звуками й морфемами», графічне оформлення вірша /Ігор Оржицький («Полювання на Оленя»).
За твердженням критики: «автор засобами метафорики послідовно малює об'ємний образок, уламок дійсності» /Ростислав Семків («Український Засів»)/, «по-господарському дбайливий у творенні своїх поетичних візій» /Володимир Моренець («Слово і час») /, «він не закинув ні ритму, ні рими, але в нього рима вже не є частиною точної схеми вірша і часто переходить в асонанс чи в алітерацію. Звукова канва твору схоплює радше його цілісність, ніж один визначений пункт. Недаремно майже всі, хто стикався з його поезією, визнавав її за мистецтво образотворче», «його вірші повні особистих ілюзій і гри вільної асоціації» /Ігор Бондар-Терещенко («Березіль»)/, «однією з переваг творчої методи Ростислава Мельникова є яскрава візуальність, у всіх значеннях цього поняття», «це поезія активно-споглядальна, подекуди з підкреслено драстичними образами й порівняннями» /Олександр Ірванець («Україна молода»)/. «Витончені медитативно-зорові поезії» літератора — привертають увагу Тараса Шумейка («Критика»), Микола Холодний відзначає майстерність алітерацій, «відшліфованість образів», де «художнє освоєння просторових величин реалізується в площині суміжних жанрів: музики, архітектури, витинання» («Кур'єр Кривбасу»). «Р.Мельникова, поета і дослідника літератури, завше цікавить путь і обов'язкові при тому трансформації», — твердить Олег Соловей («Кур'єр Кривбасу»). Анна Біла зауважує «закономірне просування поетичного світу Мельникова в напрямку ‘конкретної поезії’» («Кальміюс»), на думку Леоніда Ушкалова, творчість Р.Мельникова перейнята «патосом біжучої доби ‘мовних грашок’ з її домежною суб'єктивністю та еклектикою», його поезія — «герметична навзагал» з «яскравим бароковим декором»(«Література-плюс»).

## Наукова діяльність
Автор монографії «Майк Йогансен: ландшафти трансформацій» (К.: Смолоскип, 2000) та книги «Літературні 1920-ті. Постаті (Нариси, образки, етюди)» (Харків: Майдан, 2013), а також близько сотні статей, присвячених перебігу сучасного літературного процесу та історії літератури ХХ ст.
Упорядник видань у серії «Розстріляне Відродження» Майка Йогансена (К.: Смолоскип, 2001 та друге, доповнене видання — 2009, відзначене дипломом І ступеня та кришталевою книгою в номінації «Проза» Національного конкурсу «Найкраща книга України» Державного комітету телебачення і радіомовлення України, 2009), Сергія Пилипенка (К.: Смолоскип, 2007 — відзначене дипломом І ступеня в номінації «Проза» Національного конкурсу «Найкраща книга України» Державного комітету телебачення і радіомовлення України, 2008), Миколи Хвильового (К.: Смолоскип, 2011), був також неодмінним редактором серії «Ars Poetica» (Акта: 2000—2001), ініціатором та редактором серії «Бібліотека слобідської класики» (Майдан: 2002—2004), науковим редактором серії «Програма з літератури» (Ранок: 2002—2004, вийшло друком 22 томи, що представляють ключові фігури українського письменства кінця XVIII—XX століть. У 2003 році ця серія було відзначена муніципальною премією Харкова як найкращий видавничий проект). Від 2004 року співпрацює із Харківською державною науковою бібліотекою ім. В. Г. Короленка як науковий редактор та автор передмов окремих видань у серії «Повернені імена».

## Відзнаки
Лауреат видавництва «Смолоскип» (Київ, 1995), стипендіат Hermann Kesten Stipendium (Нюрнберг, 2004), з-поміж наукових відзнак: Short-term Grant of the American Council of Learned Societies (2000), Petro Jacyk Visiting Scholar (Університет Торонто, 2005), John Kolasky Fellow (Університет Альберти, 2005), The Dr. Jaroslaw and Nadia Mihaychuk Fellow (Гарвардський університет, 2010).

## Окремі видання
- Полювання на Оленя: Поезії. — К.: Смолоскип, 1996,
- Подорож Рівноденням. — Харків: Акта, 2000,
- Майк Йогансен: ландшафти трансформацій. — К.: Смолоскип, 2000. — монографія.
- Літературні 1920-ті. Постаті (Нариси, образки, етюди). — Харків: Майдан, 2013.  — // http://www.academia.edu/5710440/_._._1920-_._._-_2013._-_256_._Melnykiv_R._Literaturni_1920_Postati_
- Апокрифи степу (поезії 1992—2012 рр.). — Львів : Видавництво Старого Лева, 2016. — 144 с.